# Poecilosomella cryptica
Poecilosomella cryptica är en tvåvingeart som beskrevs av Papp 1991. Poecilosomella cryptica ingår i släktet Poecilosomella och familjen hoppflugor.
Artens utbredningsområde är Taiwan. Inga underarter finns listade i Catalogue of Life.